# ابن طيفور
أبو الفضل أحمد بن أبي طاهر الماروزي الكاتب الملقب بإبن طيفور، وهو مؤرخ وأديب وجغرافي مسلم (819م-893م) (204 هـ - 280 هـ)، ولد في بغداد في عائلة يرجع نسبها إلى ملوك خراسان[بحاجة لمصدر]، ولهُ تصانيف كثيرة في السفر والرحلات وأخبار الشعراء، ويعزى إلى ابن طيفور أول مؤلف تاريخي عن بغداد وهو (تاريخ بغداد)، أو (كتاب بغداد) الذي لم ينتقل الينا منه غير الجزء السادس، ولكنه كان من مصادر الطبري الأساسية. ويهتم كتاب ابن طيفور اهتماما خاصا بعصر المأمون، فيفيض فيه ويبحث في المسائل الإدارية والاقتصادية والاجتماعية للبلاد في ذلك العصر.
من مؤلفات الكاتب أيضا كتاب (بلاغات النساء)، وهو كتاب لبلاغات النساء وجواباتهن وطرائف كلامهن وملح نوادرهن وأخبار ذوات الرأي منهن على حسب ما بلغتهُ الطاقة واقتضتهُ الرواية واقتصرت عليهِ النهاية مع ما جمع من أشعارهنّ في كل فن.